# جان تارال
جان تارال (انگلیسی: Jon Toral؛ زادهٔ ۵ فوریهٔ ۱۹۹۵) بازیکن فوتبال اهل اسپانیا است.
از باشگاه‌هایی که در آن بازی کرده‌است می‌توان به باشگاه فوتبال بارسلونا، باشگاه فوتبال آرسنال، باشگاه فوتبال برنتفورد، باشگاه فوتبال بیرمنگام سیتی، باشگاه فوتبال گرانادا، باشگاه فوتبال رنجرز، و باشگاه فوتبال هال سیتی اشاره کرد.